# 陳鳳馨
陳鳳馨（1965年4月27日—），臺灣新聞工作者。現為Yahoo TV《風向龍鳳配》主持人、News 98 廣播節目《財經起床號》 及《少康戰情室》固定特別來賓，曾任TVBS节目《國民大會》主持人。

## 生平

### 早年
陳鳳馨出生於高雄縣鳳山市（今高雄市鳳山區）黃埔新村。外祖父出身浙江，外祖母為日本人，外公年輕時赴日發展，定居於北海道，母親與其兄弟姊妹皆出生於日本。父親陳景天生於浙江青田，1947年畢業於阜山中學（今浙江省青田中學）。1949年國民政府遷台時，隨父親陳貫洲移居台灣。大學畢業後，在《台灣新聞報》任職記者二十餘年。
1980年，陳鳳馨開始就讀高雄市立高雄女子高級中學。因嚮往臺北市，高二時轉入臺北市立中山女子高級中學。1983年，進入國立政治大學新聞系，并于1987年畢業。

### 職業生涯
陳鳳馨畢業後先在《民生報》擔任財經記者兩年；1989年，進入《聯合報》財經組。任職《聯合報》期間，主跑財政部、經建會、交通部、行政院、立法院與總統府，並曾任政治組召集人、財經組召集人。
2000年10月，她出任中國國民黨中央委員會文化傳播委員會媒體服務部主任。 
2015年10月5日，政論節目《網路酸辣湯》撤換主持人唐湘龍與陳鳳馨，在節目中以旁白表示，兩人要求調整主持費，節目為成本考量，決定中止合約，改由常態來賓黃智賢主持。唐湘龍表示此為兩人主動請辭。
2019年6月10日，因于美人請辭，陳鳳馨成为《國民大會》节目的主持人。

## 外部連結
- 風向龍鳳配 - Yahoo TV （页面存档备份，存于）
- YouTube上的財經起床號 / 陳鳳馨 播放列表
- YouTube上的正經龍鳳配 / 唐湘龍 × 陳鳳馨  播放列表